# Ajaridisme
Het ajaridisme is een uitgestorven groepering binnen het kharidjisme. Deze groepering werd gesticht door Abdulkarim ibn Ajaarid. Hij assisteerde de Najdaieten in hun overtuiging.

## Opvattingen
- De hidjra (emigratie) hoort niet bij de islam maar is iets extra's.
- Soera Jozef uit de Koran is niet authentiek.